# Абдикация на Маргрете II
Кралица Маргрете II обявява абдикацията си като кралица на Дания по време на новогодишното си обръщение на 31 декември 2023 г., след като е управлявала почти 52 години. Наследена е от големия си син принц Фредерик като крал на 14 януари 2024 г.
След смъртта на Елизабет II през 2022 г. Маргрете II е най-дълго управлявалият монарх в Европа и единствената царуваща кралица в света.

## Заден план
Кралица Маргрете II никога не е възнамерявала да абдикира от трона. В интервю през 2012 г., по повод своя рубинен юбилей тя каза: „В моите очи това е част от позицията, която имаш, когато наследиш монархия: това е задължение, което си поел върху себе си и което изпълняваш, докато си жив, както баща ми и дядо ми преди него“. Кралицата отхвърля възможността за абдикация в интервю през 2016 г. и каза: „В тази страна не сме приели този начин на предаване. Винаги е било: оставаш, докато си жив. Така са правили баща ми и моите предшественици. И начинът, по който аз го виждам." В друго интервю през 2016 г. тя каза, че синът й ще стане крал, „когато аз вече не съм тук".

## Съобщение
Кралица Маргрете II прави изненадващото съобщение за абдикацията си на живо по телевизията, в новогодишното си обръщение на 31 декември 2023 г. Тя каза, че времето си е взело „данъка“, броят на „неразположенията“ й се е увеличил и че не може да поеме толкова много задължения, колкото е успявала в миналото. Кралицата споменава голямата си хирургическа операция на гърба през февруари 2023 г. и казва, че операцията я е накарала да преоцени позицията си и да помисли „дали сега би било подходящо време да прехвърли отговорността на следващото поколение“.
Тя благодари на обществеността за „огромната топлина и подкрепа“; на сменящите се правителства за тяхното „възнаграждаващо сътрудничество“; и на Парламента за това, че „винаги са ми гласували доверие“. Тя изразява надеждата си, че новите крал и кралица ще бъдат посрещнати със „същото доверие и преданост, които се паднаха на мен“.

## Абдикация
Абдикацията на Маргрете II като кралица на Дания ще се състои на 14 януари 2024 г., когато се навършват 52 години от възкачването на ѝ на трона. След нейната абдикация престолонаследникът Фредерик ще се възкачи на датския трон като крал Фредерик X. След заседание на Държавния съвет министър-председателят ще провъзгласи новия крал в замъка Кристиансборг.
След абдикацията кралица Маргрете II ще продължи да носи титлата „Нейно Величество“.

## Реакции
Новината за абдикацията на кралица Маргрете е описана като „изненада“ и „шок“, тъй като много датчани са очаквали тя да остане кралица до смъртта си.
Премиерът Мете Фредериксен благодари на кралицата за „нейната отдаденост през целия живот и неуморните усилия за кралството“ и я описва като „въплъщение на Дания“.
Вицепремиерът Троелс Лунд Поулсен отбелязва, че решението на кралицата да абдикира показва както нейната „мъдрост“, така и „силата и издръжливостта на монархията за Дания“ и казва, че новият крал „ще може безопасно да води датската монархия в нова ера, където традицията и обновлението ще могат да следват едно друго“.

## Препратки
1. ↑  Einarsdóttir, Silja Björklund. Dronning Margrethe av Danmark går av //  NRK.
2. ↑  Missede du det store øjeblik? Se hele dronning Margrethes tale her //  DR.   Посетен на 2023-12-31. (на датски)
3. 1 2  Queen of Denmark announces surprise abdication live on TV //  The Telegraph.   31 December 2023.
4. ↑  Denmark's Queen Margrethe marks 40 years //  BBC News.   13 January 2012.
5. ↑  Queen Margrethe plays down abdication talk on eve of 40th jubilee //  The world.   11 January 2012.
6. ↑  [Wim Dehandschutter on X]
7. ↑  'I Would Not Say We Are a Multicultural Country' //  SPIEGEL.
8. 1 2  Read HM The Queen's New Year Address 2023 //  kongehuset.dk.
9. 1 2  Hendes Majestæt Dronningen abdicerer //  Statsministeriet.
10. ↑  Denmark's Queen Margrethe II announces shock abdication in New Year’s Eve speech //  The Independent.   31 December 2023.
11. 1 2  Queen of Denmark announces abdication live on TV //  BBC News.   BBC. Посетен на 31 December 2023.
12. ↑  Udtalelse fra statsministeren //  Statsministeriet.
13. ↑  Troels Lund Poulsen on Facebook

|  | Тази страница частично или изцяло представлява превод на страницата Abdication of Margrethe II в Уикипедия на английски. Оригиналният текст, както и този превод, са защитени от Лиценза „Криейтив Комънс – Признание – Споделяне на споделеното“, а за съдържание, създадено преди юни 2009 година – от Лиценза за свободна документация на ГНУ. Прегледайте историята на редакциите на оригиналната страница, както и на преводната страница, за да видите списъка на съавторите. ВАЖНО: Този шаблон се отнася единствено до авторските права върху съдържанието на статията. Добавянето му не отменя изискването да се посочват конкретни източници на твърденията, които да бъдат благонадеждни. |